# La Femme du jour
Pour plus de détails, voir Fiche technique et Distribution.
La Femme du jour (titre original : La donna del giorno) est un film italien réalisé par Francesco Maselli et sorti en 1957.

## Synopsis
Dans le but de se faire un nom dans le monde du mannequinat, Liliana monte de toute pièce une fausse agression avec viol commit par trois inconnus.  Elle fait rapidement la une des médias mais lorsque la police arrête trois suspects, la situation commence à lui échapper et elle tente de se suicider.

## Fiche technique
- Titre original : La donna del giorno[1]
- Réalisation : Francesco Maselli
- Scénario : Bianca Della Nogara Feltrinelli, Francesco Maselli, Ageo Savioli, Cesare Zavattini d'après une histoire de Franco Bemporad
- Production :  Peg Produzione
- Photographie : Armando Nannuzzi
- Musique : Mario Zafred
- Montage : Mario Serandrei
- Durée : 90 minutes
- Date de sortie:
  - Italie : 6 février 1957

## Distribution
- Virna Lisi : Liliana Attenni
- Haya Harareet : Anna Grimaldi
- Elisa Cegani : Signora Attenni
- Vittorio Sanipoli : Il commissario
- Serge Reggiani : Mario Grimaldi
- Franco Fabrizi : Aldo